# Divadlo v Nerudovce

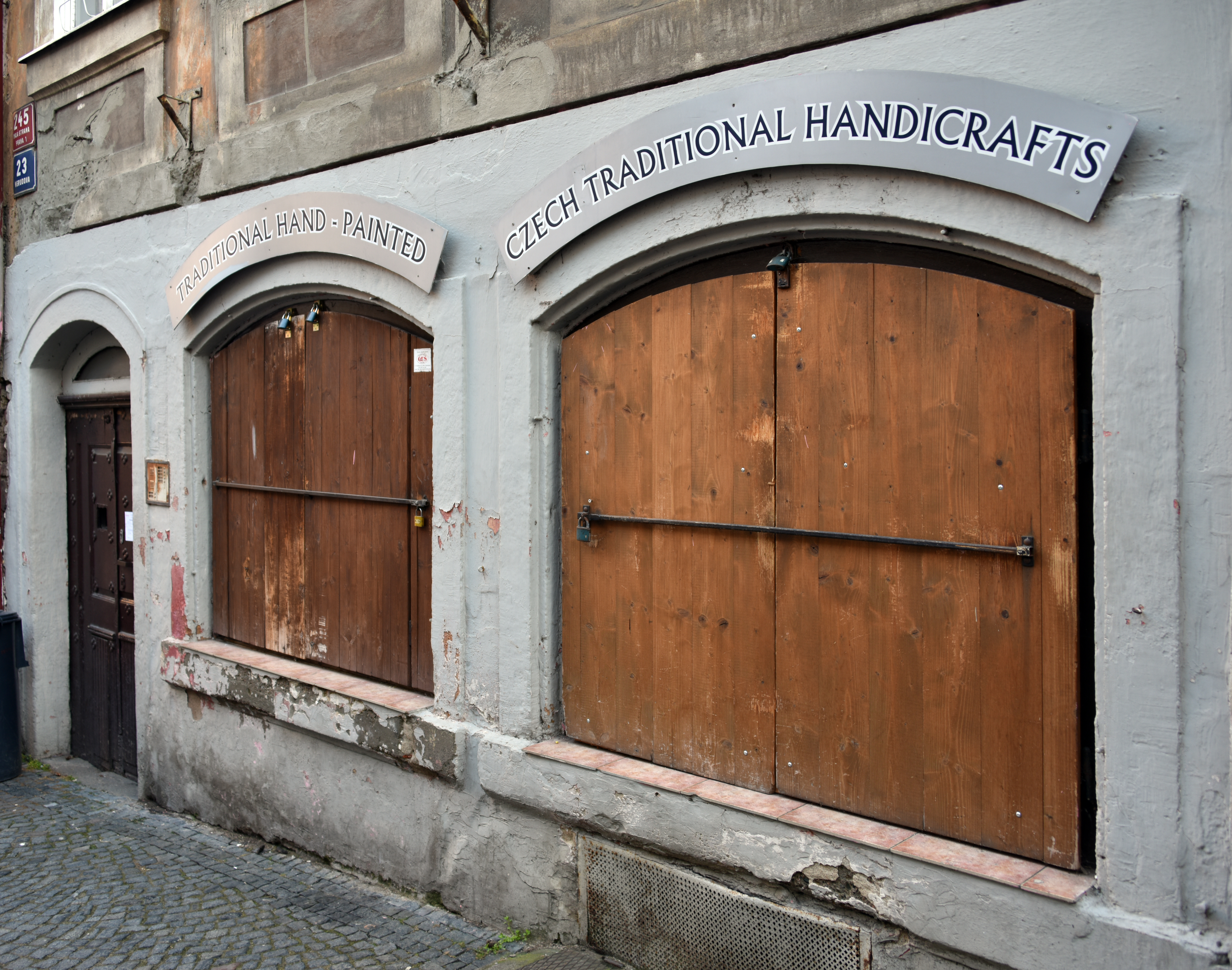
Bývalé Divadlo v Nerudovce, Nerudova 23, Praha 1

Divadlo v Nerudovce (kulturní zařízení Ústředního domu pionýrů a mládeže Julia Fučíka - ÚDPMJF), Nerudova 23, Malá Strana, bylo v době normalizace v letech 1976-1981 místem prvních nezávislých výstav. Jako výstavní prostor sloužilo hlediště malého divadélka.

## Historie
Památkově chráněný měšťanský dům U Ducha Svatého, Nerudova 23, je v základu renesanční, přestavěný v raně barokním slohu. Vstupní portál sousedí se dvěma výkladcovými okny, místnosti v přízemí jsou klenuté. Před válkou byla v domě hospoda U Jerneků, po roce 1945 klubovna a poté agitační středisko KSČ. Založení Divadla v Nerudovce na místě již značně zpustlého agitačního střediska inicioval roku 1965 Jiří Trnka, člen souboru Hany Budínské. Šlo o jednu větší místnost v přízemí domu, jeviště nahrazoval jen nízký praktikábl. Divadlo v Nerudovce pak následujících deset let působilo jako scéna loutkářských souborů Ústředního domu pionýrů a mládeže Julia Fučíka. V 70. letech tu vystupovaly i soubory Paraple a Skupina P. S., která kombinovala živé herce a loutky.
Do 70. let budova chátrala a teprve roku 1974 prošla rekonstrukcí. Roku 1975 byla jmenována ředitelkou divadla, které zároveň začalo sloužit jako výstavní prostor, Jarmila Šerá. Jejím nadřízeným orgánem bylo oddělení estetiky ÚDPMJF, které vedl dr. Eduard Stehlík. Výstavní radu tvořili malíř Karel Nováček, grafik Josef Žemlička (po jeho smrti Daisy Mrázková), fotograf Jiří Škoch, Drahuše Šťovíčková (sochy, objekty), Jaroslav Červený (textil). Členem výstavní komise byl historik umění Roman Prahl, který v zájmu rozmanitosti mezi výstavy amatérských výtvarníků zařadil také středoškolsky nebo akademicky vzdělané autory. Výtvarníci si výstavu sami instalovali a po dobu jejího trvání fungovali i jako dozor a pokladní. Vernisáž výstavy probíhala každé druhé úterý, před divadelním nebo hudebním představením. Divadlo v Nerudovce se stalo velmi populární i díky účinkování písničkářů jako Vladimír Merta, Petr Lutka, Jaroslav Hutka, Pepa Nos, Dagmar Voňková, Vlasta Třešňák nebo sdružení Šafrán. V letech 1977 - 1979 zde vystupoval i Patrik Ouředník spolu s bluesovým hudebníkem Jiřím Š. Svěrákem a zpěvačkou Zuzanou Talpovou.
V letech 1975 - 1979 bylo Divadlo v Nerudovce první nezávislou galerií, kde se vystavovalo současné umění, včetně řady v té době zakázaných autorů. Jeho ředitelka ho chápala jako svého druhu výzkumné pracoviště a laboratoř k ověřování nosnosti výtvarných nápadů, nikoli místo k předvádění konzumního zboží průměrné úrovně. Výstavy se obměňovaly po dvou týdnech a vystřídala se zde řada profesionálních i amatérských výtvarníků. Některé výstavy budily pozornost Státní bezpečnosti a nadřízeného odboru ÚDPMJF. Když divadlu hrozilo zavření, vzala ho do své přímé působnosti ředitelka ÚDPM Jarmila Cholínská, která ho po celou dobu podporovala a chránila. Roku 1980 se podařilo prosadit tisk katalogu, který mapoval celé pětileté období fungování galerie. Asi dva tisíce výtisků zachránila Jarmila Šerá, ale zbývajících 8 000 bylo později dáno do stoupy.
Výstavy pokračovaly až do roku 1981, kdy prostory divadla pod záminkou hygienické kontroly navštívila komise hygienika a referenta z centrály StB a provoz ukončila. V té době se za spolupráce památkáře ing. Vojty a historika umění Jiřího T. Kotalíka připravovala výstava Malostranské dvorky a divadlo sloužilo jako ústředí, kde bylo možné vyzvednout mapu všech vystavených děl. Výstava vzbudila rozruch na OV KSČ, Ministerstvu kultury i ÚDPM a byla krátce po zahájení zakázána. Jarmila Šerá dostala okamžitou výpověď a zároveň s tím definitivně skončila éra Divadla v Nerudovce jako výstavní síně. Galerie byla místem mezigeneračních kontaktů a stala se inspirací pro hledání dalších možností jak vzdorovat normalizačnímu útlaku nezávislé kultury.
Po roce 1990 působila v bývalých místnostech divadla prodejna suvenýrů, od roku 2021 je dům opuštěn.

## Výstavy (stručný výběr)
- 1975 Textil, obrazy, fotografie (Benešová, Glosová, Pícha)
- 1975 Alena Bartoňová, Jiří Trnka: Staré pověsti české
- 1975 Pověšené obrazy Vlasty Třešňáka
- 1976 Petr Sís: Terče, židle, obrázky
- 1976 Svatopluk Klimeš: Obrazy a grafika
- 1976 Slavnosti, fotografie Vladimíra Merty
- 1976 Vladimír Komárek: Grafika a obrazy
- 1976 Věra a Pavel Brázdovi: Obrazy a kresby
- 1976 Ivan Bukovský: Obrazy
- 1977 Jan Reich: Periferie
- 1977 Vojtěch Adamec: Pastely a kresby
- 1977 Adam Hoffmeister: Obrazy a kresby
- 1977 Věra Janoušková: Koláže a objekty
- 1977 Jiří Kašpar: Sochy
- 1978 Aleš Lamr: Objekty a malé formáty
- 1978 Kurt Gebauer a syn
- 1978 Bohumír Komínek: Obrazy
- 1978 Bohdan Holomíček: Fotografie
- 1978 Alena Koenigsmarková: Obrazy
- 1978 Eva Kmentová: Tapiserie
- 1978 Daisy Mrázková: Obrazy a kresby
- 1978 Stanislav Zippe: Světelné konstrukce
- 1978 Petr Pavlík: Kresby a obrazy
- 1979 Magdalena Jetelová: Sochy
- 1979 Michael Rittstein: Kresby
- 1979 Vratislav Karel Novák: Cykloty
- 1979 Ivan Ouhel: Figury
- 1979 Rudolf Dzurko: Skleněné obrazy
- 1979 Jiří Beránek: Sochy
- 1979 Jiří Lindovský: Kresby
- 1980 Petr Kuklík: Fotografie
- 1980 Jiří Voves
- 1980 Svatopluk Klimeš: Nedopalky
- 1980 Miroslava Zychová: Grafika
- 1980 Zdenek Hůla: Pokus o jeden rok
- 1980 Josef Mžyk: Kresby a grafika
- 1980 Eva Kmentová: Plastiky a kresby
- 1980 Dana Zámečníková: Objekty
- 1980 Ivan Kafka: Příběhy, objekt, fotografie, serigrafie
- 1980 Dana Vachtová: Skleněné plastiky
- 1981 Sochy a objekty na malostranských dvorcích